# Granja de Moreruela
Granja de Moreruela est une commune dans la comarque de Tierra de Campos dans la province de Zamora de la communauté autonome de Castille-et-León en Espagne.